# Otto Rudolf Holmberg
Otto Rudolf Holmberg (1 de febrero de 1874 - 28 de diciembre de 1930) fue un botánico, pteridólogo, briólogo sueco, que trabajó en la Universidad de Lund, como profesor, y curador.

## Algunas publicaciones

### Libros
- hampus wilhelm Arnell, otto rudolf Holmberg. 1928. Mossor: a. levermossor (Musgos: hepáticas). Ed. P. A. Norstedt & söners. 224 p.

- ----------------------------, ----------------------------. 1928. Skandinaviens flora. Ed. P. A. Norstedt & söners, 224 p.

- carl johan Hartman, otto rudolf Holmberg. 1922. Hartmans Handbok i Skandinaviens flora. Ed. P. A. Norstedt & söners. 160 p.

- 1922. Hartmans Handbok i Skandinaviens flora. V. 1. Ed. P.A. Norstedt & söners. 33 p.

- La abreviatura «Holmb.» se emplea para indicar a Otto Rudolf Holmberg como autoridad en la descripción y clasificación científica de los vegetales.[2]